# زومبا

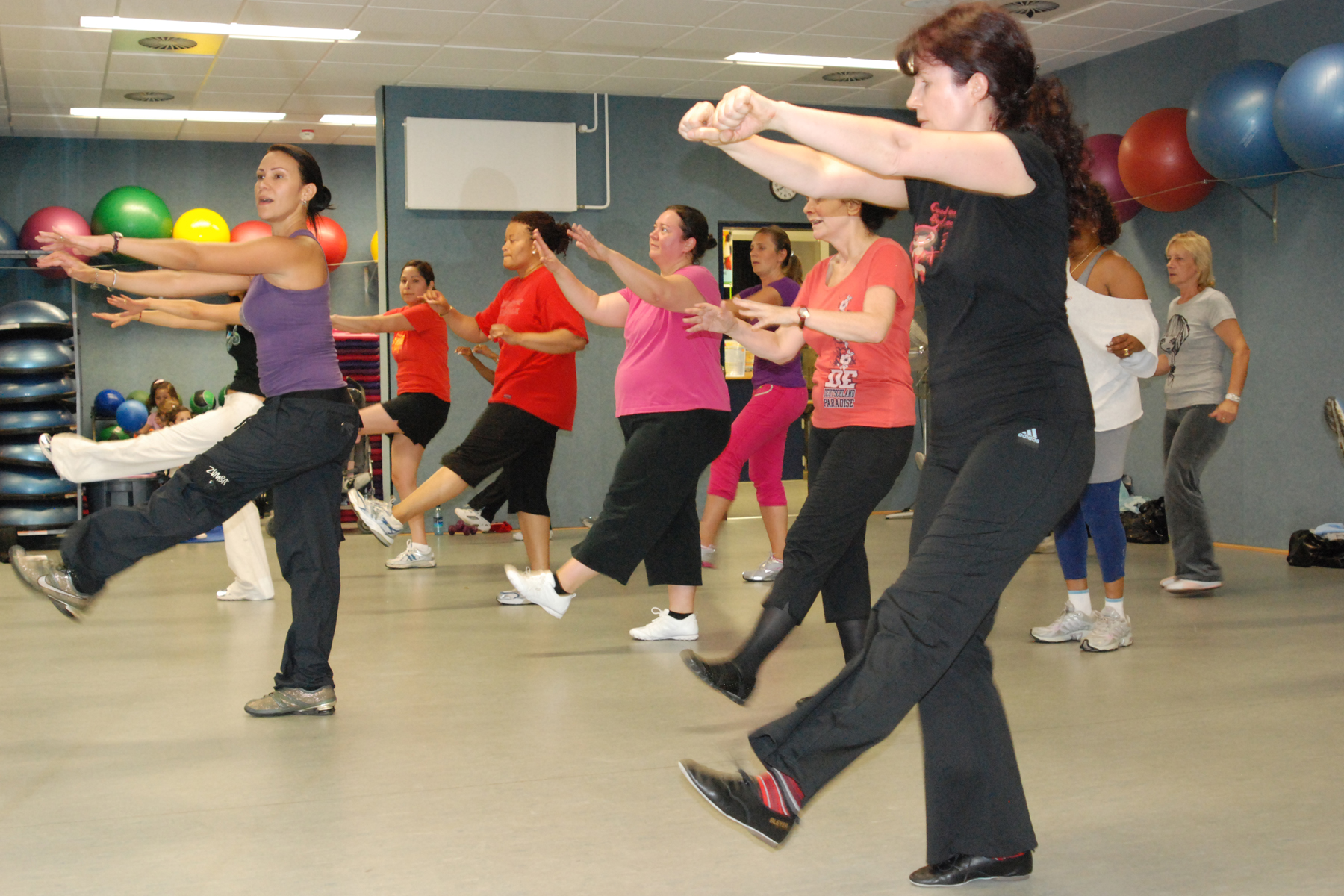
کلاس آموزش زومبا.

زومبا (به انگلیسی: Zumba) یک ورزش هوازی بر پایه رقص و حرکات ریتمیک است که توسط رقصنده کلمبیایی، آلبرتو پرز در دهه ۱۹۹۰ بنیان گذاشته شد. زومبا از ترکیب حرکات رقص لاتین (آمریکای جنوبی)، ایروبیک و حرکات ورزشی تشکیل شده‌است.
زومبا یکی از ورزش‌های پرطرفدار است که بر اساس گروه‌های سنی و همچنین مهارت در اجرای حرکات متفاوت است. در کلاس‌های زومبا تونینگ از دمبل استفاده می‌شود. نوعی دیگر از این ورزش به نام آکوا زومبا (زومبای آبی)، در استخر انجام می‌شود. زومبا فعالیتی ورزشی است که تمامی اندام‌ها و عضله‌های بدن را با حرکات گوناگون تمرین می‌دهد و به گونه‌ای درگیر می‌کند. به ویژه عضلات پا، بازوها، شکم و کمر. لاغری و تناسب اندام، سوزاندن کالری و چربی، انعطاف‌پذیری بدن، به دست آوردن حس شادی و آرامش و همچنین بهبود عملکرد قلب و ریه از جمله فوایدی است که توصیه‌کنندگان این ورزش ریتمیک همواره به آن اشاره می‌کنند.
یکی از دلایل محبوبیت زومبا تنوع موسیقی و تنوع حرکات آن براساس رقص‌هایی از سراسر دنیا است. حرکات مورد استفاده در زومبا بر اساس حرکات پایه چهار ریتم اصلی سالسا، کومبیا، مرنگه و رگتون و ریتم‌های دیگر مثل هیپ هاپ، سامبا، افرودنس (رقص آفریقایی)، فلامنکو، بانگارا (رقص هندی)، بلی دنس، (رقص عربی)، سوکا و غیره است.
سایت رسمی زومبا شمار رقصندگان زومبا را ۱۲ میلیون نفر در ۱۲۵ کشور دنیا اعلام کرده‌است. زومبا نامی است که رسماً به ثبت رسیده و کسانی که قصد آموزش آن را دارند، باید در اصل مجوز آن را از شرکت مربوط کسب کنند.
زومبا در ایران در تاریخ ۲۱ خرداد ۹۶ توسط فدراسیون ورزش‌های همگانی ممنوع شد.

## فواید زومبا
رقص زومبا در بهبود سلامتی افرادی که اضافه وزن دارند یا چاق هستند یا زنانی که دیابت نوع ۲ دارند مؤثر است.
انگیزش درونی به تمرین هوازی و تناسب اندام نکته بسیار مهم در جهت بهبود سلامت افراد است به عبارت دیگر خود شخص باید خواستار بهبود وضعیت جسمانی اش باشد؛ که این دید و نکته نسبت به قضیه می‌تواند کمک شایانی به کاهش وزن و کاهش چربی بدن کند.
نتیجه‌گیری: ورزش زومبا می‌تواند با ایجاد انگیزه مساعد و فعالیتی مناسب، به بهبود سلامت بانوان و افراد چاق کمک شایانی کند.و همیطور برای سلامت روان مفید است. هم از جهت جسمی در بهبود عملکرد هم در مورد تناسب اندام.